# Seborga
Ne doit pas être confondu avec Principauté de Seborga.
Seborga est une commune italienne de la province d'Imperia en Ligurie.

## Géographie

### Communes limitrophes
|           | Perinaldo   |         |
| Vallebona | Seborga     | Sanremo |
|           | Ospedaletti |         |

## Toponymie
Seborga était aussi connue sous les noms de A Seborca en ligure et de Sabourg en français.

## Histoire

### Possession ecclésiastique
En 954, le comte de Vintimille cède le fief de Seborga aux abbés de Lérins, qui en font une principauté ecclésiastique qui va durer pendant huit cents ans (les îles de Lérins font aujourd'hui partie de la commune de Cannes).

### Première période sarde et piémontaise
En janvier 1729, Victor-Amédée II achète la principauté de Seborga à son propriétaire ecclésiastique, l'abbé Biancheri, mais sans en acquitter le prix, ce qui explique que Seborga ne sera jamais mentionnée dans aucun traité ultérieur. Giuseppe Antonio Biancheri, dont le nom est le plus répandu dans cette région d'Italie, porte le titre de prince du 16 novembre 1710 jusqu'à son décès le 4 novembre 1746, malgré le  « protectorat » de la maison de Savoie à partir de 1729  qui ne sera jamais reconnu. Seborga figure bien dans le « contado di Nizza » de la carte des États du roi de Sardaigne de 1779.

### Période française

Les Alpes Maritimes en 1793, avec Seborga (bleu foncé) dans le canton de Perinaldo

Après l'annexion du comté de Nice par la France en 1793, Seborga fait partie du premier département des Alpes-Maritimes et figure sur une carte de celui-ci où elle appartient alors au district (les arrondissements n'existaient pas encore) de Menton et au canton de Perinaldo. En 1800, avec le canton de Perinaldo, Seborga est rattachée à l’arrondissement de Menton.

Les Alpes Maritimes en 1805, avec Seborga (orange) dans le canton de Bordighera

En 1805, Seborga est détachée du canton de Perinaldo et rattachée à celui de Bordighera, dans le nouvel arrondissement de San Remo.

### Seconde période sarde et piémontaise
Seborga est sans doute retranchée du comté de Nice du fait de réorganisations administratives consécutives à l'annexion de la république de Gênes par la maison de Savoie en 1815.

### Principauté de Seborga
Depuis les années 1950, quelques habitants de la commune de Seborga revendiquent l'indépendance envers la République italienne, en vertu d'un ancien statut présumé de principauté dont la localité aurait joui autrefois, et ils considèrent comme illégale l'annexion au royaume de Sardaigne.
Les citoyens de Seborga élisent donc comme « prince » aux fonctions purement symboliques, Giorgio Carbone, qui « règne » sous le nom de Giorgio Ier du 14 mai 1963 jusqu'à sa mort le 25 novembre 2009. Le 25 avril 2010 lui succède Marcello Menegatto , sous le nom de Marcello Ier, qui démissionne le 12 avril 2019
. Il est assisté d’un conseil de neuf « ministres », dépourvus de pouvoir légal.
La « principauté » frappe une « monnaie » appelée luigino, dont le nom est inspiré de celui des pièces de monnaie frappées au XVIIe siècle, sans aucune valeur légale, mais utilisée dans la ville, ce qui a suscité un certain intérêt dans le monde des collectionneurs et des numismates. La valeur attribuée à ce luigino est fixée à 6 dollars américains.
Seborga a même ses « plaques d'immatriculation », qui ne peuvent cependant pas être utilisées sans être accompagnées des plaques italiennes. On attribue aussi des « passeports » et des « permis de conduire » à ceux qui en demandent et on imprime des timbres à l'effigie du « prince » ; tout cela ne servant qu’au folklore et à la promotion touristique.
Cette prétendue indépendance de la « principauté » ne serait, selon beaucoup, qu’une simple invention publicitaire pour attirer touristes et investisseurs. Un jugement rendu par la Cour internationale de justice est publié par l’édition en ligne du numéro 134 de Il Giornale, du 6 août 2006, mais il est démenti par le porte-parole de la « principauté » lui-même. La Cour ne peut être saisie que par des États. On ne trouve sur son site aucune trace du protocole cité par le quotidien , ni aucune mesure prise concernant Seborga.
La « principauté » n'est pas reconnue par l'Italie, qui détient la juridiction effective sur le territoire, ni par aucun pays.

## Administration
| Période                                  | Période  | Identité          | Étiquette              | Qualité |
| ---------------------------------------- | -------- | ----------------- | ---------------------- | ------- |
| 1985                                     | 1990     | Walter Ferrari    | DC                     |         |
| 1990                                     | 1996     | Bruno Semeria     | PSI puis Liste civique |         |
| 1996                                     | 2001     | Davide Gozzini    | Liste civique          |         |
| 2001                                     | 2011     | Franco Fogliarini | Liste civique          |         |
| 2011                                     | 2021     | Enrico Ilariuzzi  | Liste civique          |         |
| 2021                                     | En cours | Pasquale Ragni    | Liste civique          |         |
| Les données manquantes sont à compléter. |          |                   |                        |         |

## Population et société

### Démographie
Habitants recensés

### Jumelage
L'Escarène (France) depuis 2003